# Hetería
El término hetería (en griego ἑταιρεία 'asociación de amigos o compañeros') designa a un club aristocrático de una polis de la Antigua Grecia, o de una sociedad política o literaria de la Grecia moderna.
Por extensión, designa a una facción política.

## Antigua Grecia

### La oposición a la democracia
Las heterías estaban a menudo en conflicto con los demócratas, y había recelo por cada lado.
El partido popular temía sus golpes de Estado: así cuando el escándalo de los Hermocópidas, temiendo un complot oligárquico y deseoso de apartar a los aristócratas carismáticos, el partido popular interpretó este sacrilegio como una parodia de los misterios de Eleusis, en la que habrían participado ciudadanos destacados. En particular, según algunas denuncias, el influyente Alcibíades, entonces estratego, que sabiamente prefirió exiliarse. Algún tiempo después, Andócides, arrestado y en peligro, acusó a su hetería', de la cual formaba parte su padre Leógoras, de las profanaciones.
Quienquiera que haya esclavizado las leyes sometiéndolas a la autoridad de los hombres, sometido a la ciudad a las órdenes de una hetería, usa para todo la violencia, suscita la guerra civil, hay que ver en él al mayor enemigo declarado de toda la ciudad. (Platón, Las Leyes, Libro IX, 856)
Por su parte, las heterías urdían estos golpes de Estado: así en Atenas, cuando la revolución oligárquica de los Cuatrocientos, fueron las heterías las que pasaron a la acción para derribar la democracia. Actuaron bajo la influencia de Alcibíades, que las convenció de que el sátrapa persa Tisafernes, junto al que se había refugiado, ayudaría financieramente a la ciudad en la guerra contra Esparta con la condición de que renunciase a su régimen para adoptar una oligarquía políticamente más solidaria con su monarquía.

### Las actividades políticas
Pero sus actividades no se limitaban a la oposición al régimen democrático, pues sabían sacar provecho de las debilidades. De sus actividades (en el seno de la antigua república romana), Theodor Mommsen dijo:
La hetería decide la elección; la hetería ordena la acusación; la hetería conduce la defensa; gana al abogado de renombre, concluye un acuerdo en caso de necesidad con el empresario de las absoluciones, que hace comercio con los votos de los jueces(...). (Historia Romana, Libro V)
Así, el ostracismo, combinado con el clientelismo, se reveló como un arma muy útil en sus rivalidades: el análisis grafológico de cientos de ostraca encontrados en las excavaciones del Ágora de Atenas, ha mostrado que para un voto dado, sólo una decena de manos diferentes habían inscrito los nombres sobre los ostracas.

## Grecia Moderna
Las heterías jugaron un papel de primer orden en la lucha por la independencia de Grecia. 